# 沙洛登巴赫
沙洛登巴赫是德国莱茵兰-普法尔茨州的一个市镇。总面积7.46平方公里，总人口907人，其中男性445人，女性462人（2011年12月31日），人口密度122人/平方公里。